# Estadi Único Diego Armando Maradona
L'Estadi Único Diego Armando Maradona, anteriorment anomenat Estadi Ciudad de La Plata i popularment Estadio Único, és un estadi de futbol i rugbi de la ciutat de La Plata, a l'Argentina.
És la seu dels clubs Estudiantes de La Plata i Gimnasia y Esgrima de la Plata. També hi juguen les seleccions de futbol i rugbi de l'Argentina. Va ser inaugurat el 7 de juny de 2003, essent considerat un dels més moderns d'Amèrica Llatina.
Després de la mort de Diego Maradona el novembre de 2020, se li posà el seu nom a l'estadi. A més, una de les graderies fou anomenada Alejandro Sabella, futbolista local.
Ha estat seu de la Copa Amèrica de futbol de 2011 i de The Rugby Championship.

## Referències

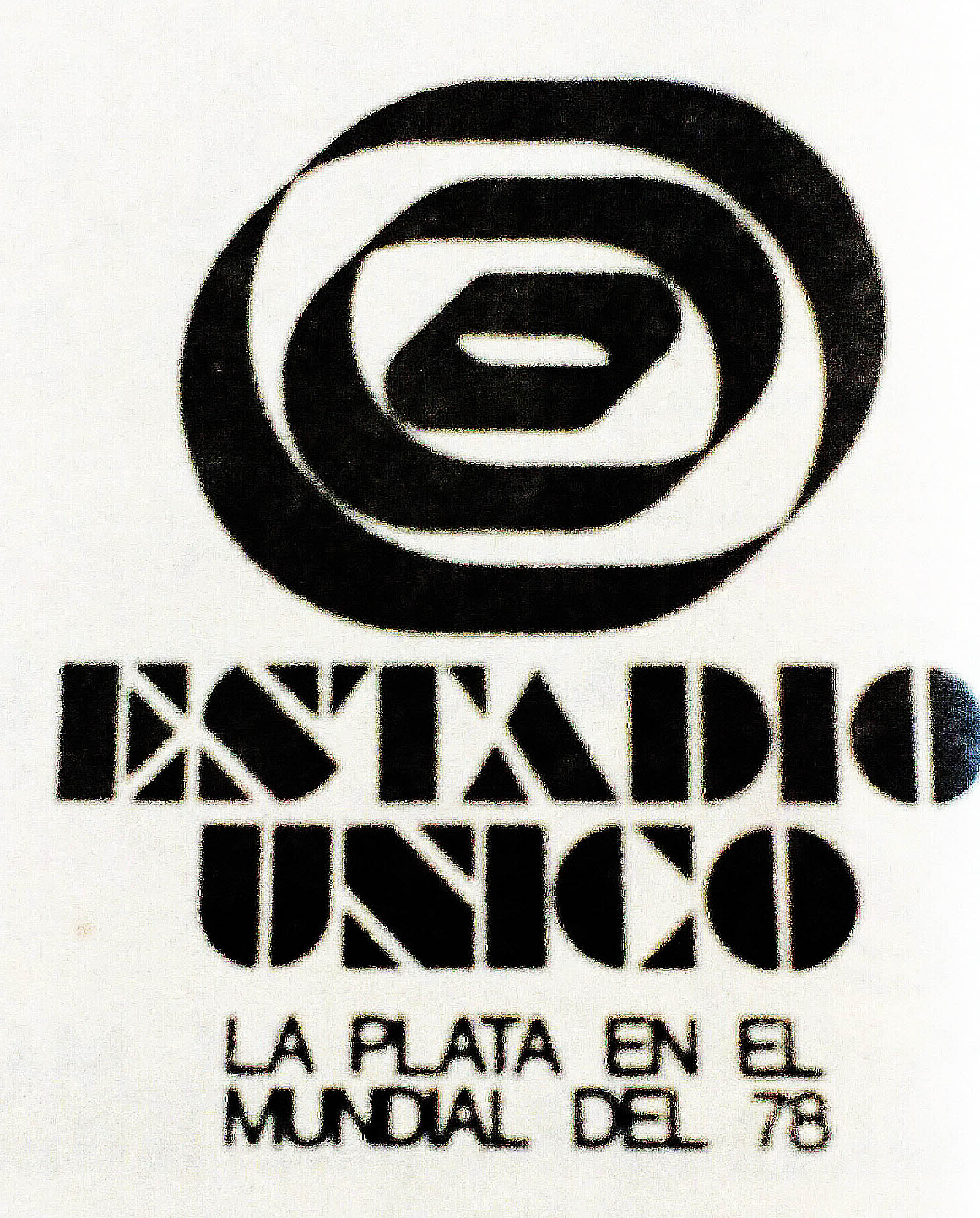
Cartell amb el logotip del projecte d'un estadi de La Plata que seria la seu del Mundial de 1978. Finalment va ser descartat.
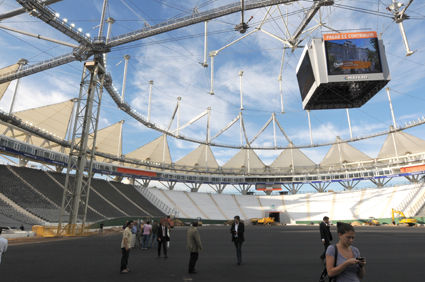
Vista interior de l'Estadi Único el desembre de 2010.
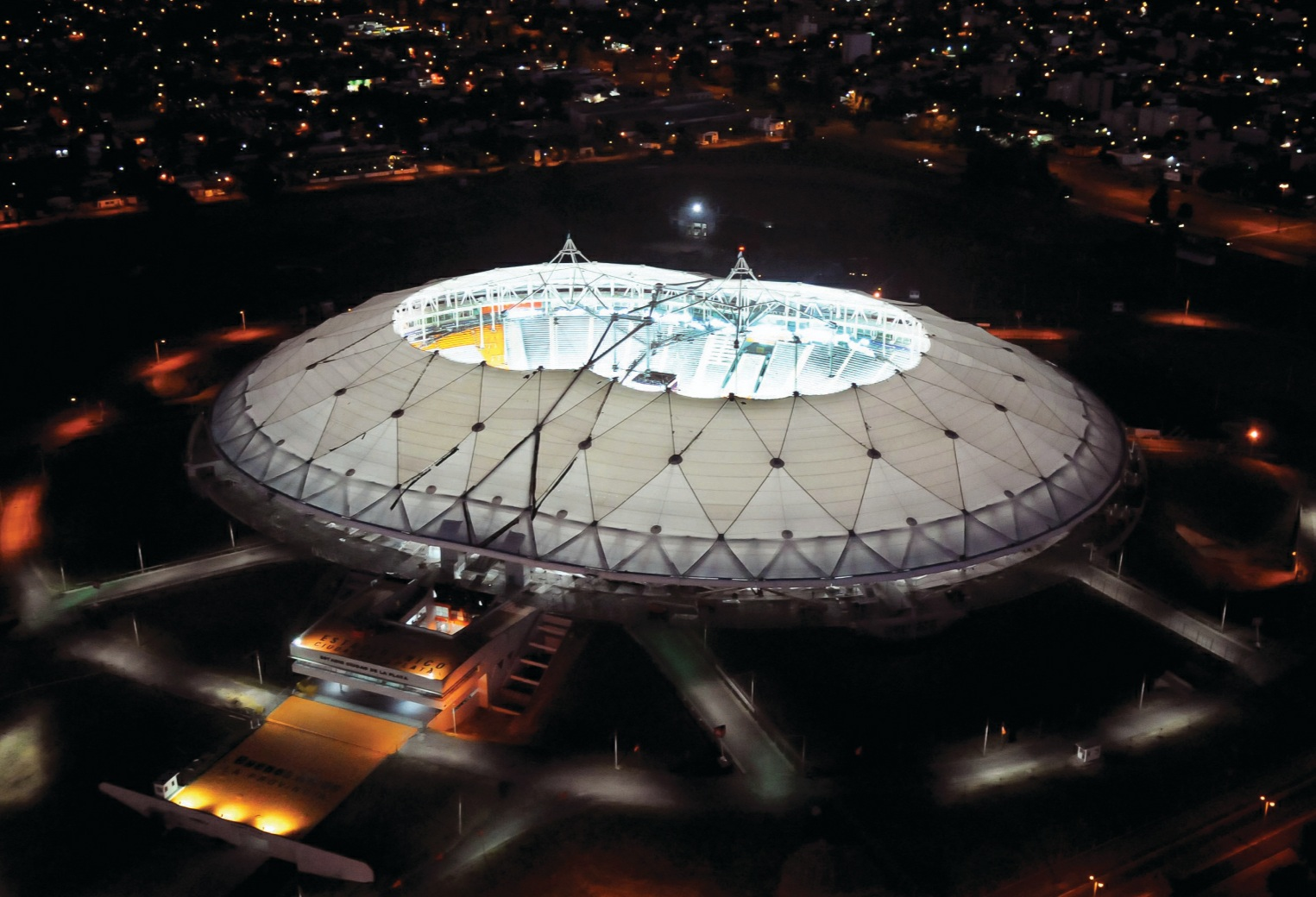
Vista aèria de l'estadi a la nit, 2014.